# Charles de L'Écluse
Pour les articles homonymes, voir L'Écluse.
Jules Charles de L'Écluse ou de L'Escluse, latinisé en Carolus Clusius, né en 1526 à Arras et mort en 1609 à Leyde, est un médecin et un botaniste flamand de langue française, l'un des plus célèbres du XVIe siècle.
Il est le créateur de l'un des premiers jardins botaniques d’Europe à Leyde, et peut être considéré comme le premier mycologue au monde et le fondateur de l'horticulture, notamment de la culture de la tulipe. Il est également le premier à fournir des descriptions réellement scientifiques des végétaux.

## Biographie
Charles de L'Écluse naît le 19 février 1526 à Arras, qui est à l'époque dans les Pays-Bas espagnols. Son père, prénommé Michel, est seigneur de Watènes et membre du Conseil provincial d’Artois. Son oncle maternel est grand-prieur de l’abbaye Saint-Vaast (près d'Arras) dont Charles fréquente l’école de 1540 à 1542.
Il entame ses études de droit et de philosophie à l’université de Gand puis en 1546 à celle de Louvain. En 1548, il part pour l’université de Marbourg, avant d'aller en 1549 à l’université de Wittemberg suivre l'enseignement de Mélanchthon, humaniste et réformateur protestant. Sur les conseils de celui-ci, il abandonne le droit pour l'étude de la médecine et de la botanique. En 1551 il devient secrétaire du célèbre médecin Guillaume Rondelet (1507-1566), qui l'héberge chez lui durant trois ans et avec qui il se découvre une passion pour la botanique qu'il étudie à l’université de Montpellier.

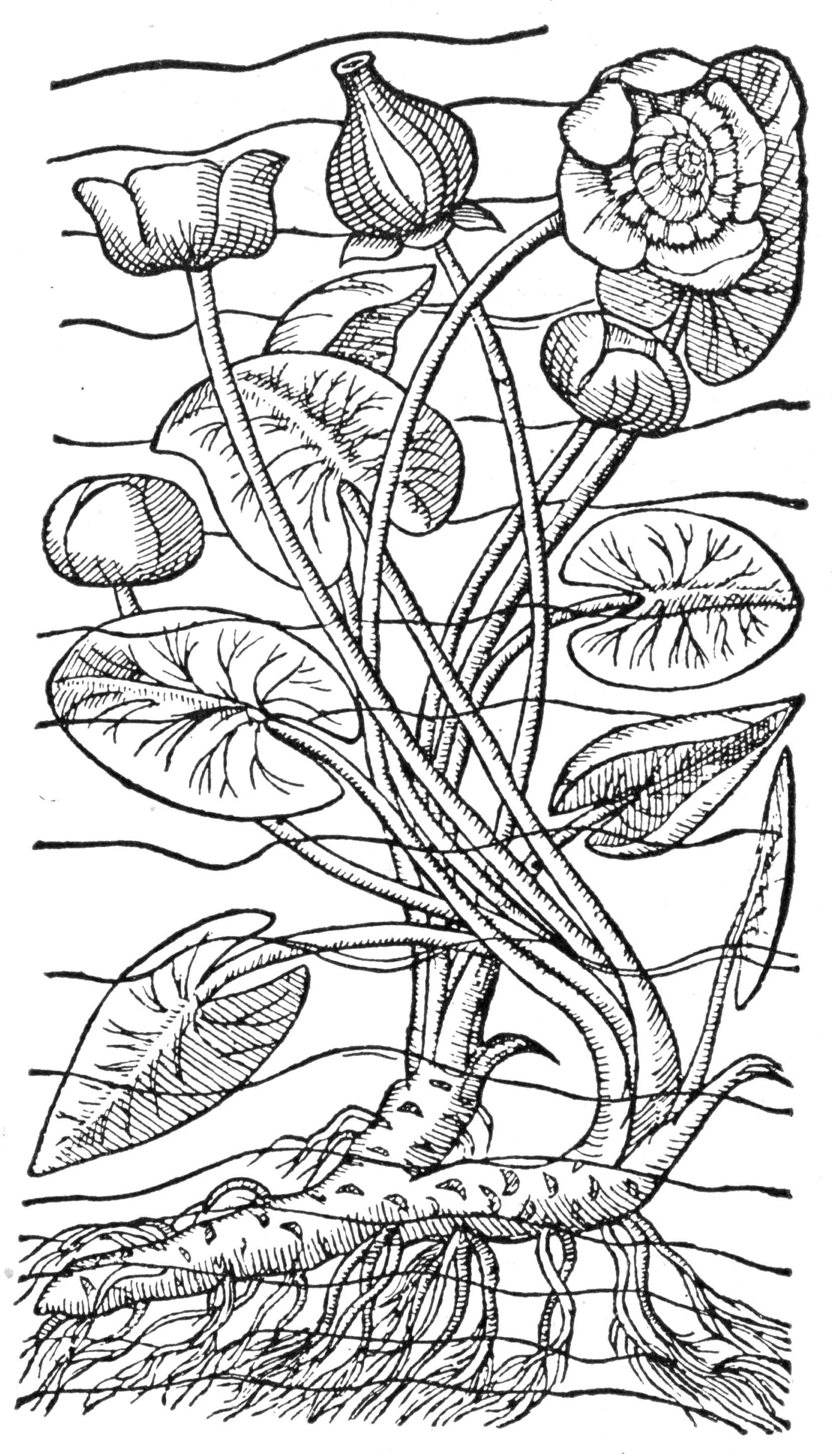
Nymphaea lutea major, illustration extraite de Rariorum Plantarum Historia (1601).

En 1557, il traduit en français l'herbier de Rembert Dodoens (1517-1585) : Histoire des plantes. En 1567, il traduit en latin le Colloque des Simples de Garcia de Orta.
Ses études achevées, Charles de L'Écluse ne pratique pas la médecine mais occupe des fonctions variées. En 1573, l'empereur Maximilien II le nomme médecin de cour et responsable du jardin impérial. Cette protection lui permet de voyager dans toute l'Europe, et de visiter plusieurs villes célèbres telles que Lyon, Francfort, Strasbourg, Anvers ou Londres, où il se livre à des études, de rassembler de nombreuses observations et de réunir de nombreux spécimens de végétaux, certains venus de contrées lointaines, comme la tulipe, qu’il introduit aux Pays-Bas, dont il observe la maladie qui a donné lieu à la tulipomanie de février 1637 et dont il fonde la culture et l’industrie actuelle. Il a ainsi l’occasion d’accompagner en 1564-1565 deux fils du banquier Anton Fugger dans la péninsule ibérique, où il recueille une variété de plantes, y compris un certain nombre d’espèces jusqu’alors inconnues.
Après avoir passé quatorze années à Vienne, son protecteur Maximilien II meurt en 1576 et de l’Écluse doit quitter la ville peu de temps après l’accession au trône de son fils Rodolphe II qui licencie tous les protestants. Il trouve alors un ami et protecteur, Balthasar Batthyány (de), seigneur du château de Güssing (à l’époque en royaume hongrois, de nos jours dans le Burgenland en Autriche orientale) où il rédige en 1576 Rariorum aliquot stirpium per Hispanias observatarum historia sur la flore d'Espagne, suivi en 1583 de son œuvre majeure, la première description des plantes d'Autriche et des régions voisines : Rariorum aliquot stirpium, per Pannoniam, Austriam, & vicinas quasdam provincias observatarum historia. En 1587 il tente d’intégrer, sans succès, l’université d'Iéna protestante et s’établit à Francfort-sur-le-Main, avant de prendre en octobre 1593 le chemin de l’université de Leyde où il obtient la chaire de professeur de botanique qu'il occupe jusqu'à sa mort. Il y fonde le jardin botanique de Leyde (Hortus Botanicus Leiden, différent du jardin médicinal hortus medicus), où il cultive des plantes rares venant d'Europe du Sud, d'Espagne, du Portugal, de Hongrie.

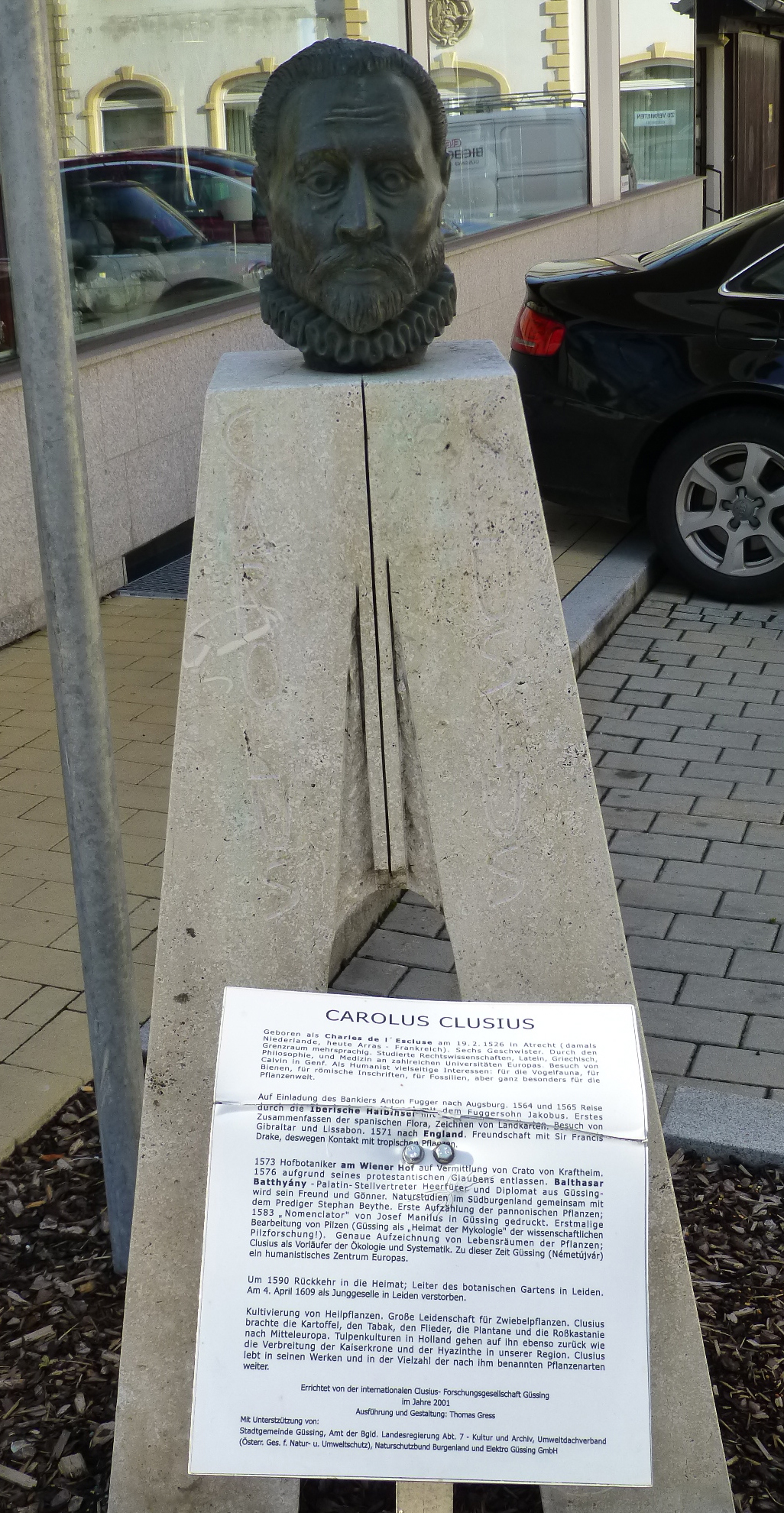
Hommage à Charles de L’Écluse à Güssing.

En 1601, il publie un important traité de botanique et de mycologie, Rariorum plantarum historia : Fungorum in Pannoniis observatorum brevis historia, illustré par plus de mille gravures et où il tente de regrouper les espèces par affinités. Ses observations sont remarquablement précises. Il est, sans doute, le premier botaniste à établir des diagnoses véritablement scientifiques. Il décrit pour la première fois de nombreuses espèces comme le marronnier d'Inde (qu'il introduit en Hollande), le jasmin et l'aralia. Il est aussi le premier à donner une description scientifique de la pomme de terre papas peruanum (dans Histoire des plantes rares, 1601) dont le gouverneur de Mons Philippe de Sivry lui a envoyé un plant en 1588, description faite plus d'un siècle avant Parmentier. Cet ouvrage constitue en outre la première grande monographie mycologique et la première flore régionale de champignons. De l'Écluse y donne la description de 105 espèces de champignons de Hongrie, dont 45 comestibles. Il avait pris soin, pour illustrer son travail, de faire peindre d'après nature, 86 aquarelles (conservées à la bibliothèque de l'Université de Leyde sous le nom d'ensemble de Code de Clusius). Ces aquarelles ont été étudiées et en grande partie identifiées par Elias Fries, puis Gyula de Istvanffi. Ils comprennent 22 genres avec 42 espèces pour les comestibles, 25 genres avec 58 espèces pour les vénéneux.
En 1605, il fait paraître Exoticorum libri decem où il souhaite décrire toutes les espèces exotiques, animales ou végétales qu'il peut obtenir. Vivant à Leyde, il occupe une place de choix pour obtenir des spécimens par les vaisseaux qui arrivent aux Pays-Bas. Son livre décrit de nombreuses espèces nouvelles : le casoar (du genre Casuarius), le manchot de Magellan (Spheniscus magellanicus), le perroquet maillé (Deroptyus accipitrinus), le lori noira (Lorius garrulus), l'ibis rouge (Eudocimus ruber) et bien d'autres. Il décrit aussi le grand pingouin (Pinguinus impennis) dont il reçoit en 1604 un spécimen avec d'autres espèces, d'Henrik Højer qui explore les Îles Féroé.
Il meurt le 4 avril 1609 à Leyde.
Il est considéré comme l’un des premiers à avoir tenté d'établir une classification, malheureusement encore trop basée sur des considérations d'usage un peu floues, telles que « comestible », « nuisible » ou « pernicieux », par exemple pour les champignons.

### Éponymie
Le botaniste Charles Plumier (1646-1704) lui a dédié le genre Clusia de la famille des Clusiaceae.
Lui ont également été dédiées les espèces suivantes :
- Gentiana clusii ;
- Primula clusiana ;
- Potentilla clusiana ;
- Rubus clusii ;
- Paeonia clusii ;
- Achillea clusiana ;
- Doronicum clusii ;
- Tulipa clusiana[13].

## Publications
- 1557 : Histoires des plantes, en laquelle est contenue la description entière des herbes, c'est-à-dire leurs espèces, forme, noms, tempérament , vertus & opérations : non seulement de celles qui croissent en ce païs, mais aussi des autres estrangeres qui viennent en usage de médecine (traduction du Cruydeboeck de Rembert Dodoens), Anvers, Christophe Plantin[14]. voir Internet Archive
- 1561 : Antidotarium sive de exacta componendorum miscendorumque medicamentorum ratione ll. III … nunc ex Ital. sermone Latini facti, Anvers, Christophe Plantin.
- 1570 : Galliae Narbonensis ora marittima, Antverpiae : Abraham Ortelius.
- 1571 : Hispania nova descriptio, Anvers, Abraham Ortelius.
- 1576 : Rariorum aliquot stirpium per Hispanias observatarum historia, Anvers, Christophe Plantin (Numérisation).
- 1582 : Aliquot notae in Garciae Aromatum historiam, Anvers, Christophe Plantin.
- 1583 : Rariorum aliquot stirpium, per Pannoniam, Austriam, et vicinas quasdam provincias observatarum historia, IV libris expressa, Anvers, Christophe Plantin (Numérisation).
- 1584 : Stirpium nomenclator Pannonicus, Nemetvyawarini, Joannes Manlius (Numérisation).
- 1601 : Rariorum plantarum historia / Fungorum in Pannoniis observatorum brevis historia..., Anvers, Christophe Plantin apud Ioannem Moretum (Numérisation)
- 1605 : Exoticorum libri decem: quibus animalium, plantarum, aromatum, aliorumque peregrin. fructuum historiae describuntur / item Pt. Bellonii Observationes, eodem C.C. interprete, Leyde, Christophe Plantin (Numérisation).
- 1611 : Curae posteriores, seu plurimarum non antè cognitarum, aut descriptarum stirpium, peregrinorumque aliquot animalium novae descriptiones: quibus et omnia ipsius opera, aliáque ab eo versa augentur, aut illustrantur: accessit seorsim Everardi Vorstii. .. de eiusdem Caroli Clusii Vita & obitu oratio, aliorumque Epicedia, Leyde ; Anvers, Christophe Plantin (Numérisation).
- 1619 : Summi Galliae Belgicae corographica descriptio posthuma, ed. Joachim Morsius. Leyde, Jac. Marcus (Numérisation).
- 1630 : Appendix cultori plantarum exoticarum necessaria, Marbourg, In Herbarium Horstianum.

### Hommage
- Les genres de plantes Clusia et Clusiella lui sont dédiés.
- L'astéroïde (9364) Écluse a été nommé en son hommage.